# Khúixqadam
Al-Màlik adh-Dhàhir Sayf-ad-Din Khúixqadam an-Nassirí al-Muayyadí —àrab: الملك الظاهر سيف الدين خشقدم الناصري المؤيدي, al-Malik aẓ-Ẓāhir Sayf ad-Dīn Ḫuxqadam an- Nāṣirī al-Muʾayyadī—, més conegut simplement com a Adh-Dhàhir Khúixqadam o com Khúixqadam, (1413-1467) fou soldà mameluc de la dinastia burjita o circassiana (1461-1467). Era d'origen rumi (possiblement grec).
Fou portat a Egipte per un mercader d'esclaus de nom Khwadja Nasir al-Din sent comprat pel sultà al-Muàyyad Àhmad i d'aquestos dos amos va portar les nisbes. Va ascendir al cos de mamelucs passant per khassaki, saki i amir fins que va arribar a atabak al-asakir (el rang més elavt però sense funcions concretes) succeint al seu amo que acabava de ser nomenat sultà (febrer de 1461).
El regnat d'al-Muàyyad Ahmad fou desestabilitzat pel governador de Damasc Djanim al-Ashraf va voler usurpar el sultanat amb el suport dels ashrafiyya que formaven la casa mameluca d'al-Ashraf Barsbay; va tenir enfront els zahiriyya que formaven la casa mameluca d'al-Zahir Čakmak (Jàqmaq) el cap dels quals era l'amir Djanibak al-Zahiri, antic governador de Jeddah, que aviat va arranjar un acord entre les dues faccions que va suposar la deposició del sultà al-Muàyyad Ahmad i la substitució per un candidat de compromís provisional, que fou l'amir Khúixqadam (Khushkadam, o Khushqadam), que governaria fins a l'arribada de Djanim al-Ashraf des de Síria. Khúixqadam havia de ser fàcil de substituir perquè al no ser circassià no tenia grans suports; va pujar al tron el 22 de juny de 1461 i des del primer moment va haver de fer front a Djanibak al-Zahiri que fou nomenat dawadar kabir i fou el sobirà real (mudabbir al-mamlaka) durant tres anys. Quan Djanim es va presentar a Khankah Siryakus (al nord del Caire), Djanibak al-Zahiri li va poder arrancar un jurament de fidelitat a Khúixqadam i va tornar a Damasc carregat de regals i vagues promeses. Però unes setmanes després, al juliol, era destituït i el novembre va haver de fugir amb Uzun Hasan dels Aq Qoyunlu. El juliol de 1462 va creuar l'Eufrates amb un exèrcit amb mamelucs i turcmans i va avançar cap a Tell Bashir, però l'expedició va retornar al cap de poc a la base. A l'hivern del 862 a 863 va morir a Edessa. Llavors Khúixqadam es va sentir prou fort per desfer-se de Djanibak al-Zahiri i l'agost del 1463 el va fer assassinar. Els dirigents de la facció Zahiriyya foren arrestats, però aquestes operacions es van aturar de sobte quan es va descobrir una conspiració a la seva pròpia guàrdia mameluca i es va ajustar una reconciliació per mediació de Kayitbay al-Zahiri, el nou cap de la facció dels Zahiriyya i futur sultà, recuperant els arrestats la llibertat i els feus (ikta).
El 1462 es va iniciar la primera de les cinc expedicions que en tres anys (1462-1465) es van dirigir contra els àrabs Labid de la regió egícia d'al-Buhayra.
El rei Jaume II de Xipre havia estat posat al tron el 1460 per un contingent mameluc i era vassall d'Egipte; però el 1464 un conflicte amb el delegar el sultà a Xipre va acabar amb la mort del delegat; el port de Famagusta, que havia estat concedit en domini directe al sultà d'Egipte, fou recuperat per les forces reials.
El 1465 el sultà de Dhu l-Kadr, Malik Arslan, vassall egipci, va enfrontar la revolta del seu germà, Shah Suvar o Suwar, que tenia suport otomà (va rebre fins i tot el títol d'investidura dels otomans el 4 de desembre de 1465) però no va arribar a ocupar la capital. Els egipcis van intervenir, i van instigar un cop d'estat (1466) dirigit per Shah Budak, un altre germà de Malik Arslan; aquest fou assassinat i Budak proclamat al seu lloc amb suport egipci. Shah Suvar va lluitar durant mesos amb suport otomà i va recuperar el poder (vers 1467) i va amenaçar el nord de Síria. Els governador de Trípoli i Hamat van haver d'ajudar el governador d'Alep i es va planejar enviar una expedició des d'Egipte.
El 1467 el sultà va enviar una expedició contra el xeic Mubarak dels Bani Ukba que havia atacat a pelegrins prop d'Ayla. El mateix any va aprovar una expedició a l'alt Egipte contra Yunus ibn Umar, cap de la poderosa tribu dels Hawwara, però el sultà va morir pocs dies després el 9 d'octubre de 1467. No feia gaire una assemblea de notables ja havia estudiat la successió i havia designat per ocupar el sultanat a Adh-Dhàhir Yalbay al-Inali al-Muayyadi de la casa mameluca de Shaykh al-Mahammudi (sultà 1412-1421).